# Denver Nuggets
De Denver Nuggets is een Amerikaans basketbalteam uit Denver dat sinds 1976 actief is in de NBA (Northwest Division, Western Conference). Het thuishonk van de Nuggets is de Ball Arena. De Nuggets heette de Denver Rockets toen ze in 1967 hun intrede in de American Basketball Association (ABA) deden. In hetzelfde jaar maakte in de NBA een team genaamd de San Diego Rockets hun opwachting. Twee jaar voor de ABA en de NBA in 1976 samengingen, veranderden de Rockets hun naam in de Nuggets (goudklomp), refererend aan de mijnindustrie in de streek.

## Geschiedenis

### Oprichting
Voor het seizoen 1948/49 van de National Basketball League (NBL) werden de oorspronkelijke Denver Nuggets opgericht. Na dat seizoen fuseerde de NBL met de Basketball Association of America (BAA), waarbij de nieuwe verenigde competitie de National Basketball Association werd genoemd om de fusie weer te geven. De Denver Nuggets speelden het seizoen 1949/50 als een van de charter NBA-teams voordat ze werden opgeheven. De records en statistieken van deze franchise blijven gescheiden van de hedendaagse Denver Nuggets.
Later, in 1967, werd een van de franchises van de American Basketball Association (ABA) toegekend aan een groep in Kansas City, onder leiding van de zakenman James Trindle uit Zuid-Californië. Trindle was echter niet in staat om een geschikt stadion te vinden in de omgeving van Kansas City. League commissaris George Mikan stelde voor de ploeg te verplaatsen naar Denver. Na akkoord te zijn gegaan met de benoeming van Denver werd inwoner en voormalig NBA-speler Vince Boryla algemeen manager en verplaatste Trindle zijn ploeg naar Denver als de Denver Larks, genoemd naar de staatsvogel van Colorado. De Trindle groep was zwaar ondergekapitaliseerd, waardoor Mikan de Larks opdroeg een borg van honderdduizend dollar te storten of de franchise te verliezen. Uren voor de deadline verkocht Trindle een twee derde belang aan de Denver truckingmagnaat Bill Ringsby voor 350.000 dollar. Ringsby hernoemde het team naar de Rockets, naar de vrachtwagens van zijn bedrijf.

### ABA-tijdperk
De Rockets, die in de Denver Auditorium Arena speelden, hadden al vroeg successen op het veld en ontwikkelden gaandeweg een sterke schare fans. De ploeg had echter een geschiedenis van vroegtijdige play-offs en slaagde er niet in om in de ABA kampioenschapseries te spelen.
In het begin had Denver een solide line-up geleid door Byron Beck en Larry Jones, later door Beck en Ralph Simpson. Lonnie Wright van de Denver Broncos van de American Football League tekende bij de Rockets tijdens dat eerste seizoen en werd de eerste speler die professioneel voetbal en basketbal speelde in hetzelfde seizoen. Wright speelde vier seizoenen bij Denver. Controversiële nieuweling Spencer Haywood kwam bij de ploeg voor het seizoen 1969/70. Haywood was een van de eerste spelers die prof werd voordat hij afstudeerde aan de universiteit, en de NBA weigerde aanvankelijk om hem in de competitie te laten spelen. Haywood had een gemiddelde van bijna 30 punten en 19,5 rebounds per wedstrijd in zijn enige ABA seizoen en werd uitgeroepen tot ABA MVP, ABA rookie van het jaar, en All-Star Game MVP. De ploeg eindigde 51-33, won hun divisie, maar werd in de tweede ronde uit de play-offs gehaald.
Net voor het begin van het seizoen 1970/71 tekende Haywood bij de Seattle SuperSonics, waarmee hij de overstap maakte naar de NBA. De ploeg verloor een 30-54 record en de bezoekersaantallen waren laag.
Ringsby verkocht de ploeg in 1972 aan de zakenmannen Frank Goldberg en Bud Fischer. In 1974, in afwachting van de overstap naar de NBA, en de nieuwe McNichols Arena, hield de franchise een wedstrijd om een nieuwe team bijnaam te kiezen, omdat "Rockets" al in gebruik was door de Houston Rockets. De winnende keuze was "Nuggets", ter ere van het oorspronkelijke Nuggets team in Denver van 1948/50, het laatste jaar als charter lid van de NBA. Hun nieuwe logo was een mijnwerker die een ABA-bal "ontdekte". Goldberg en Fischer verkochten op hun beurt het team aan een lokale investeringsgroep in 1976.
Met het opstellen en contracteren van toekomstig Hall of Fame speler David Thompson uit North Carolina State, Marvin Webster en de aanwinsten van Dan Issel en Bobby Jones en met Larry Brown als coach, hadden ze hun beste seizoenen in de geschiedenis van het team in hun eerste twee seizoenen als de Nuggets. Het team van 1974-75 speelde het laatste seizoen in de Denver Auditorium Arena en werd 65-16, inclusief een 40-2 thuisrecord. Een snelle play-off exit volgde echter.
In 1975/76, spelend in hun nieuwe arena, versloegen de Nuggets de regerend kampioen Kentucky Colonels met vier wedstrijden tegen drie om voor het eerst de 1976 ABA finales te halen. Uiteindelijk verloren ze van de New York Nets en Julius Erving. Ze kregen geen tweede kans om een ABA league kampioenschap te winnen, want de ABA-NBA fusie vond plaats na het seizoen 1975-76. De Nuggets, Nets, Indiana Pacers en San Antonio Spurs werden samengevoegd in de NBA. De Spirits of St. Louis en Kentucky Colonels werden opgeheven.

### Eerste jaren NBA (1976-1982)
De Nuggets en Nets hadden eigenlijk een aanvraag ingediend om in 1975 bij de NBA te komen, maar werden door een gerechtelijk bevel gedwongen in de ABA te blijven. De Nuggets zetten hun sterke spel in het begin van de NBA voort, want zij wonnen divisietitels in hun eerste twee seizoenen in de league, en misten een derde met één enkele wedstrijd. Geen van beide teams was echter uiteindelijk succesvol in het naseizoen. Net als de andere nieuwe NBA ploegen kregen de Nuggets veel financiële problemen waaronder een inschrijfgeld van 2 miljoen dollar. Red McCombs kocht de ploeg in 1978.
In 1979 verliet Brown de ploeg, dat zorgde voor een korte terugval in de prestaties van de ploeg. Het eindigde in 1981, toen ze Doug Moe aannamen als hoofdcoach. Moe bracht een "motion offense" filosofie met zich mee, een speelstijl die zich concentreerde op het proberen te verplaatsen van de bal tot iemand vrij kwam. Moe stond er ook om bekend niet zoveel aandacht aan de verdediging te besteden als zijn collega's. De aanval hielp het team om zeer competitief te worden. Gedurende de jaren 80 scoorden de Nuggets meermaals meer dan 115 punten per wedstrijd, en gedurende het seizoen 1981/82 scoorden ze minstens 100 punten in elke wedstrijd. Die NBA-record-streak werd gestopt op 136 opeenvolgende wedstrijden. Tijdens het 1981/82 seizoen vestigden de Nuggets het league scoringsrecord voor het hoogste punten per wedstrijd gemiddelde op 126,5 punten.

### Het Alex English-tijdperk (1982-1989)

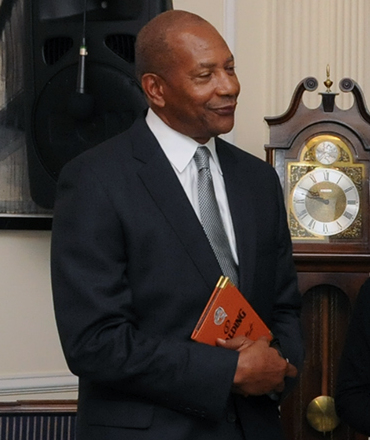
Alex English in 2018

Met als spil de scorende Alex English en Kiki Vandeweghe, en Dan Issel in het midden, leidde Denver de competitie in scorend vermogen, met English en Vandeweghe beide gemiddeld boven de 25 punten per wedstrijd. Het was een nieuwe strategie, die de Nuggets in staat stelde de Midwest Divisie te leiden en zich te kwalificeren voor de play-offs gedurende die periode. (Op 13 december 1983 kwamen de Nuggets en het bezoekende Detroit Pistons samen tot een NBA record van 370 punten, waarbij Detroit won in drievoudige overtime, (186-184). Aan het eind van het seizoen won English de NBA scoring titel, en werd de enige Nugget die de prijs won ondanks het zwaar bevoordeelde aanvallende spel van Doug Moe. In 1984/85 haalden ze de finale van de Western Conference na play-off kanshebbers te zijn geweest, en ze verloren in 5 wedstrijden van de Los Angeles Lakers.
Vandeweghe werd voor het seizoen 1984/85 geruild naar de Portland Trail Blazers voor 6-3 rebounding guard Fat Lever, power forward Calvin Natt en center Wayne Cooper. Onder leiding van Alex English en gesteund door de drie nieuwe aanwinsten en verdedigingsspecialisten Bill Hanzlik en TR Dunn, herhaalde de ploeg haar succes in de Western Conference ondanks het verlies van Vandeweghe. Ze slaagden er zelfs in 54 wedstrijden te winnen in het seizoen 1987/88, het meeste dat ze ooit als NBA ploeg hadden gewonnen. De Dallas Mavericks schakelden de Nuggets echter uit in de tweede ronde van de 1988 NBA Playoffs. McCombs verkocht de ploeg in 1985 aan Sidney Shlenker. Shlenker, op zijn beurt, verkocht de ploeg aan COMSAT in 1989.

### Tweede terugval (1989-1991)
Moe verliet het team in 1990, en werd vervangen door Paul Westhead. Westhead geloofde ook in een "run and gun" speelstijl, en gaf spelers als Michael Adams en Chris Jackson het groene licht om binnen enkele seconden na balbezit de scoreborden op te lichten.
Echter, Westhead gaf nog minder om verdediging dan Moe. Het resultaat was dat de Nuggets zo snel punten verspeelden dat zelfs hun productieve aanval het niet kon bijbenen. Ze eindigden met het slechtste record in de competitie tijdens het seizoen 1990/91, ondanks dat ze vele scorerecords vestigden. Als belediging gaven veel sportjournalisten het team in die tijd de bijnaam "Enver Nuggets" (als in geen "D", of geen verdediging (Defense)).

### Het Dikembe Mutombo-tijdperk (1991-1996)
Denver nam een positieve stap in de wederopbouw door Georgetown University center Dikembe Mutombo te draften in 1991. Mutombo eindigde als tweede na Larry Johnson voor de NBA rookie van het jaar dat seizoen. Denver eindigde dat jaar met 24-58.
Denver ontsloeg Westhead voorafgaand aan het seizoen 1992/93 en huurde voormalig sterspeler Dan Issel in als zijn opvolger. De Nuggets hadden dat jaar twee loterij-picks en zij draften University of Notre Dame forward LaPhonso Ellis en University of Virginia guard Bryant Stith. Denver verbeterde naar 36-46 en miste net de play-offs dat jaar.
Denver verruilde hun regenboog kleuren voor een donker navy, metallic goud en wijn kleurenschema vanaf het seizoen 1993/94. Onder leiding van Mutombo, Mahmoud Abdul-Rauf (die voor het seizoen zijn naam veranderde van Chris Jackson), en Ellis, eindigde Denver met zijn eerste winnende seizoen sinds het Doug Moe tijdperk op 42-40. Denver plaatste zich voor de achtste plaats in de play-offs van de Western Conference en speelde tegen het als eerste geplaatste Seattle SuperSonics. Denver was een zware underdog, met slechts een paar spelers op hun roster met echte NBA playoff ervaring. Na de eerste twee wedstrijden van de vijf wedstrijden in Seattle te hebben verloren, keerde de reeks terug naar Denver. Denver won beide wedstrijden en bracht de stand gelijk op 2. De Nuggets schreven NBA-geschiedenis in Game 5 door Seattle in overtime met 98-94 te verslaan. Ze werden het eerste achtste geplaatste team dat een als eerste geplaatste ploeg versloeg in de geschiedenis van de NBA play-offs. Denver herhaalde deze prestatie bijna tot het in Game 7 van de tweede ronde tegen de Utah Jazz sneuvelde.
Denver ruilde Sonics scherpschutter Dale Ellis in het tussenseizoen en stelde University of Michigan guard Jalen Rose op. Denver had het moeilijk, waardoor Issel halverwege het seizoen ontslag nam als coach. Assistent Coach Gene Littles nam voor een korte periode de leiding over, voordat hij de controle overdroeg aan general manager Bernie Bickerstaff. Denver herstelde zich en behaalde opnieuw de 8e plaats in de playoffs, met een eindstand van 41-41. De Nuggets werden uitgeschakeld door de San Antonio Spurs in de eerste ronde van de playoffs dat seizoen.
Na dat seizoen verwierf Denver Antonio McDyess in een draft-day trade met de Los Angeles Clippers. McDyess was het gezicht van de franchise voor de komende jaren, want Mutombo vertrok na het seizoen 1995/96 naar de Atlanta Hawks, Ellis miste het grootste deel van de volgende seizoenen door terugkerende knie- en beenblessures, Rose werd geruild aan de Indiana Pacers voor Mark Jackson, en Abdul-Rauf werd verhandeld aan de Sacramento Kings voorafgaand aan het seizoen 1996/97.

### Derde terugval (1996-2003)
Na het seizoen 1996/97 te hebben afgesloten met het op drie na slechtste record in de competitie (21-61), stuurden de Nuggets Antonio McDyess naar de Phoenix Suns, en keerde Dale Ellis terug naar Seattle. Denver flirtte met de geschiedenis in 1997/98, door bijna de kaap te passeren van de minste overwinningen in een 82-wedstrijden seizoen (11). Ze bereikten de slechtste verliezersreeks ooit van de toenmalige NBA met 23 - slechts één wedstrijd verwijderd van de slechtste van 24 door de Cleveland Cavaliers in het begin van de jaren 80. De verliezersreeks werd later verbroken door de Cavaliers in 2011 en de Philadelphia 76ers in 2014 met 26 opeenvolgende verliezen. Enkele jaren later, hadden ze dan toch ook dit record als ze evenveel verloren in de NBA in 2002-03, als de Cavaliers.
De problemen van de ploeg in de late jaren 90 waren deels te wijten aan de instabiliteit van de eigendomsverhoudingen. COMSAT kocht de NHL's Quebec Nordiques in 1995 en verhuisde ze naar Denver als de Colorado Avalanche. De diversificatie in sportbezit bleek echter een aderlating voor het bedrijf. Met name de kostenoverschrijdingen bij de bouw van het Pepsi Center brachten de aandeelhouders in opspraak. Uiteindelijk, in 1997, ging COMSAT in principe akkoord met de verkoop van Ascent Entertainment Group, het overkoepelende bedrijf voor haar sportactiva, aan Liberty Media. Liberty was op dat moment echter niet geïnteresseerd in sportbezit (hoewel het sindsdien de Atlanta Braves heeft gekocht), en maakte van Ascent afhankelijk van de verkoop van de Avalanche en Nuggets.
Na bijna twee jaar verkocht Ascent de Avalanche en Nuggets aan de Walmart-erfgenamen Bill en Nancy Laurie voor 400 miljoen dollar. Een groep aandeelhouders van Ascent spande echter een rechtszaak aan, waarbij zij beweerden dat de verkoopprijs enkele miljoenen dollars te laag was. Ascent ging daarop akkoord met de verkoop van de Avalanche en Nuggets aan de Denver bankmagnaat Donald Sturm voor 461 miljoen dollar.
Er verscheen echter een nieuwe rimpel toen de stad Denver weigerde het stuk grond waarop Pepsi Center stond over te dragen, tenzij Sturm beloofde de Avalanche en Nuggets voor ten minste 25 jaar in Denver te houden. Sturm had de teams in eigen naam gekocht, en de stad wilde de belastingbetaler beschermen voor het geval Sturm zou overlijden of de teams zou verkopen. Hoewel Sturm bereid was een langetermijnverbintenis aan te gaan met de stad, was hij niet bereid verantwoordelijk te worden gesteld als hij zou overlijden of de teams zou verkopen. Nadat de onderhandelingen uit elkaar vielen kocht Liberty alles van Ascent, maar hield de Nuggets en Avalanche op de markt. Intussen was Issel teruggekeerd als hoofdcoach in 1999, maar de langdurige onderhandelingen over de eigendomsverhoudingen maakten het moeilijk voor hem om de ploeg weer op te bouwen. Vlak voor de start van het seizoen 1999/00 vertelde hij verslaggevers dat er verschillende personeelswisselingen waren die hij gewoon niet kon maken vanwege de onstabiele eigendomssituatie (omdat alle basketbalbeslissingen de goedkeuring van zowel Ascent/Liberty als Sturm vereisten).
Uiteindelijk werden in juli 2000 de Avalanche, Nuggets en Pepsi Center gekocht door vastgoedondernemer Stan Kroenke in een deal van 450 miljoen dollar. Kroenke is de zwager van de Lauries; zijn vrouw Ann is de zus van Nancy Laurie. Liberty behield een belang van 6,5%. Als onderdeel van de deal, plaatste Kroenke de teams in een trust die ervoor zou zorgen dat de teams in Denver blijven tot ten minste 2025. Na de deal, organiseerde Kroenke zijn sport activa onder Kroenke Sports Enterprises.

### Het Carmelo Anthony-tijdperk (2003-2011)

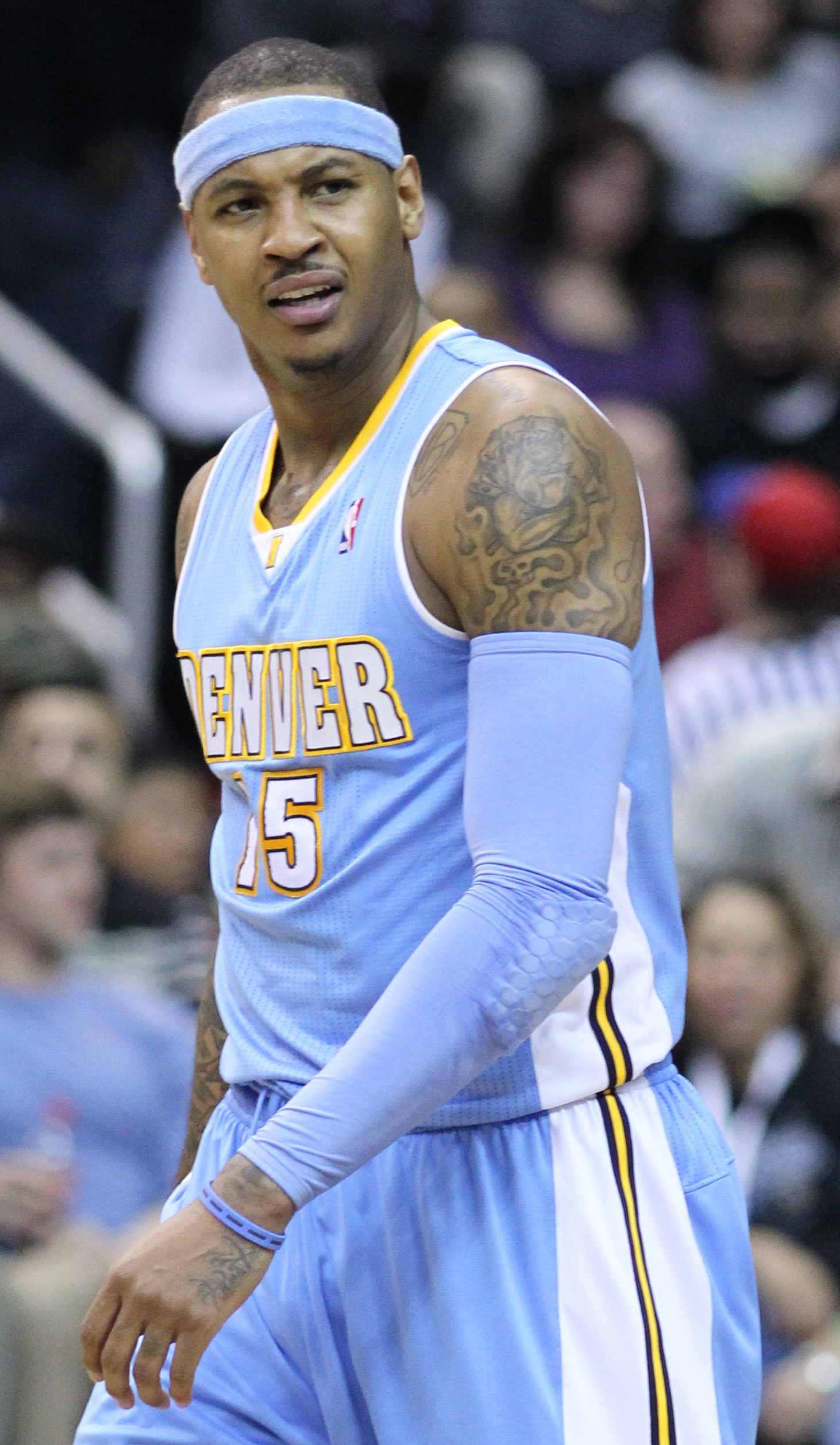
Carmelo Anthony voor de Nuggets

In 2003 draften de Nuggets de toekomstige All-Star Carmelo Anthony als derde  in de 2003 NBA draft. Datzelfde jaar vernieuwde het team ook hun logo's en uniformen, met een nieuw kleurenschema van poederblauw, goud en koningsblauw; de laatste kleur werd veranderd in marineblauw in 2008. In slechts twee maanden van het seizoen boekten de Nuggets meer overwinningen dan in de 5½ voorgaande maanden van 2002/03. Een groot deel van de reden voor deze ongelooflijke ommekeer waren de front-office stappen van General Manager Kiki Vandeweghe, een voormalige Nuggets-speler die General Manager taken op zich nam op 9 augustus 2001. In april was de ommekeer compleet toen ze de eerste franchise in de geschiedenis van de NBA werden die zich kwalificeerde voor het postseason na een sub-20-win campagne het jaar daarvoor sinds de NBA overging op een 82-game schema. Ze werden in de eerste ronde 4 wedstrijden tegen 1 uitgeschakeld door de Minnesota Timberwolves.
Op 28 december 2004 werd hoofdcoach Jeff Bzdelik ontslagen uit de organisatie en vervangen door interim-coach, voormalig Los Angeles Lakers-speler en Los Angeles Sparks-hoofdcoach Michael Cooper. De Nuggets huurden later George Karl in als vaste vervanger. Karl leidde de ploeg naar een record van 32-8 in de tweede helft van het reguliere seizoen, waardoor de ploeg voor het tweede achtereenvolgende jaar in de play-offs belandde.
In de playoffs konden de Nuggets de San Antonio Spurs echter niet verslaan. Na winst in game één in San Antonio verloren de Nuggets de volgende vier games en verloren de serie met 4-1. Denver selecteerde Julius Hodge met de 20ste keuze in de NBA-draft. De Nuggets hadden ook de 22ste keuze in de draft, waarin ze Jarrett Jack selecteerden, maar stuurden hem naar de Portland Trail Blazers voor rechten op Portland's 27ste keuze, Linas Kleiza.
In 2005/06 won de club voor het eerst in 18 jaar de Northwest divisie titel. Dit plaatste de ploeg in de derde plaats van de Western Conference playoffs. Denver speelde tegen de Los Angeles Clippers die, ondanks hun 6e plaats, een beter record hadden in het reguliere seizoen. Als gevolg daarvan kregen de Clippers het thuisvoordeel. Ze versloegen de Nuggets in 5 wedstrijden. Kort daarna maakten de Nuggets bekend dat het contract van General Manager Kiki Vandeweghe niet zou worden verlengd. Hij werd vervangen door Mark Warkentien.
Op 18 december 2006 werden team co-captain Carmelo Anthony, shooting guard J. R. Smith en power forward Nenê door de NBA geschorst (respectievelijk 15, 10 en één wedstrijd) voor een vechtpartij die plaatsvond in de laatste twee minuten van een wedstrijd tegen de New York Knicks twee dagen eerder. De vechtpartij werd aangewakkerd door Knicks rookie Mardy Collins, toen hij J. R. Smith tackelde bij een breakaway layup. Volgens Anthony waarschuwde Knicks coach Isiah Thomas hem om niet in de paint te gaan kort voor de harde overtreding.

#### Anthony en Iverson (2006-2008)

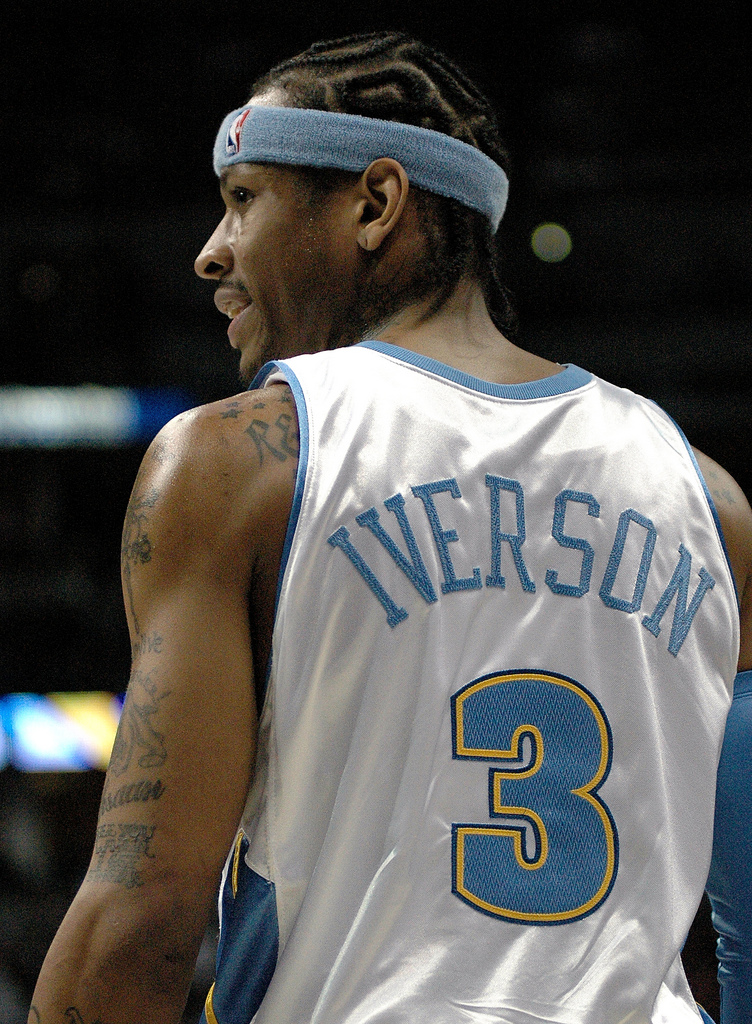
Iverson voor de Nuggets

Op 19 december 2006 ruilden de Nuggets Joe Smith, Andre Miller en twee eerste ronde draft picks van de 2007 NBA draft met de Philadelphia 76ers voor Ivan McFarlin en superster Allen Iverson (McFarlin werd meteen na de goedkeuring van de trade weggestuurd). De Nuggets kregen met Anthony en Iverson de twee topscorers van de competitie van dat moment, die beiden meer dan 30 punten per wedstrijd scoorden op het moment van de ruil. Op 11 januari 2007 werden Earl Boykins, Julius Hodge en een geldvergoeding geruild naar de Milwaukee Bucks, in ruil voor point guard Steve Blake. Met Iverson, beschouwden velen de Nuggets als een van de elite in het Westen. De chemie was echter een probleem, want de Nuggets eindigden het seizoen als nummer 6, waardoor ze in de eerste ronde moesten aantreden tegen de San Antonio Spurs. In de playoffs namen de Nuggets wedstrijd 1 en het thuisvoordeel weg van de Spurs. Maar net als in de playoffs van 2005 kwamen de Spurs terug en wonnen de volgende vier wedstrijden, terwijl de Nuggets voor het vierde achtereenvolgende jaar in de eerste ronde in vijf wedstrijden werden uitgeschakeld.
Op 16 maart 2008 scoorden de Nuggets 168 punten in een 168-116 thuisoverwinning op Seattle SuperSonics. Het was het op twee na meest gescoorde punten voor een reguliere wedstrijd in de geschiedenis van de NBA (De Nuggets en de Pistons houden de plek bezet voor de meeste gecombineerde punten gescoord in een wedstrijd die in totaal meer dan 360 punten bedroeg.).
Ze eindigden het 2007/08 NBA seizoen met precies 50 overwinningen en eindigden de eerste helft van dat seizoen met 25-16 (50-32 totaal record, gelijk voor het derde beste all-time Nuggets record sinds de ploeg officieel toetrad tot de NBA in 1976), na een 120-111 thuisoverwinning op de Memphis Grizzlies in de laatste wedstrijd van het seizoen. Het was de eerste keer sinds het 1987/88 NBA seizoen dat de Nuggets eindigden met ten minste 50 overwinningen in een seizoen. Denver eindigde als 8e in de Western Conference van de 2008 NBA Playoffs, en hun 50 overwinningen betekende het hoogste overwinningstotaal voor een 8e geplaatste in de NBA geschiedenis. Het betekende ook dat voor de eerste keer in de NBA geschiedenis, alle acht playoff seeds in een Conference ten minste 50 overwinningen hadden. De Nuggets stonden tegenover de hoogst geplaatste Los Angeles Lakers (57-25) in de eerste ronde. De zeven wedstrijden tussen de Nuggets en de Lakers is de kleinste marge tussen een achtste en een eerste plaats sinds de NBA naar een 16-team playoff format ging in 1983/84. De Lakers verslaagden hen echter in vier wedstrijden, de tweede keer in de NBA-geschiedenis dat een 50-winnend team werd verslagen in een best-of-seven playoff serie in de eerste ronde. Het was Denver's vijfde verlies in de eerste ronde op rij.

#### Anthony en Billups (2008-2011)

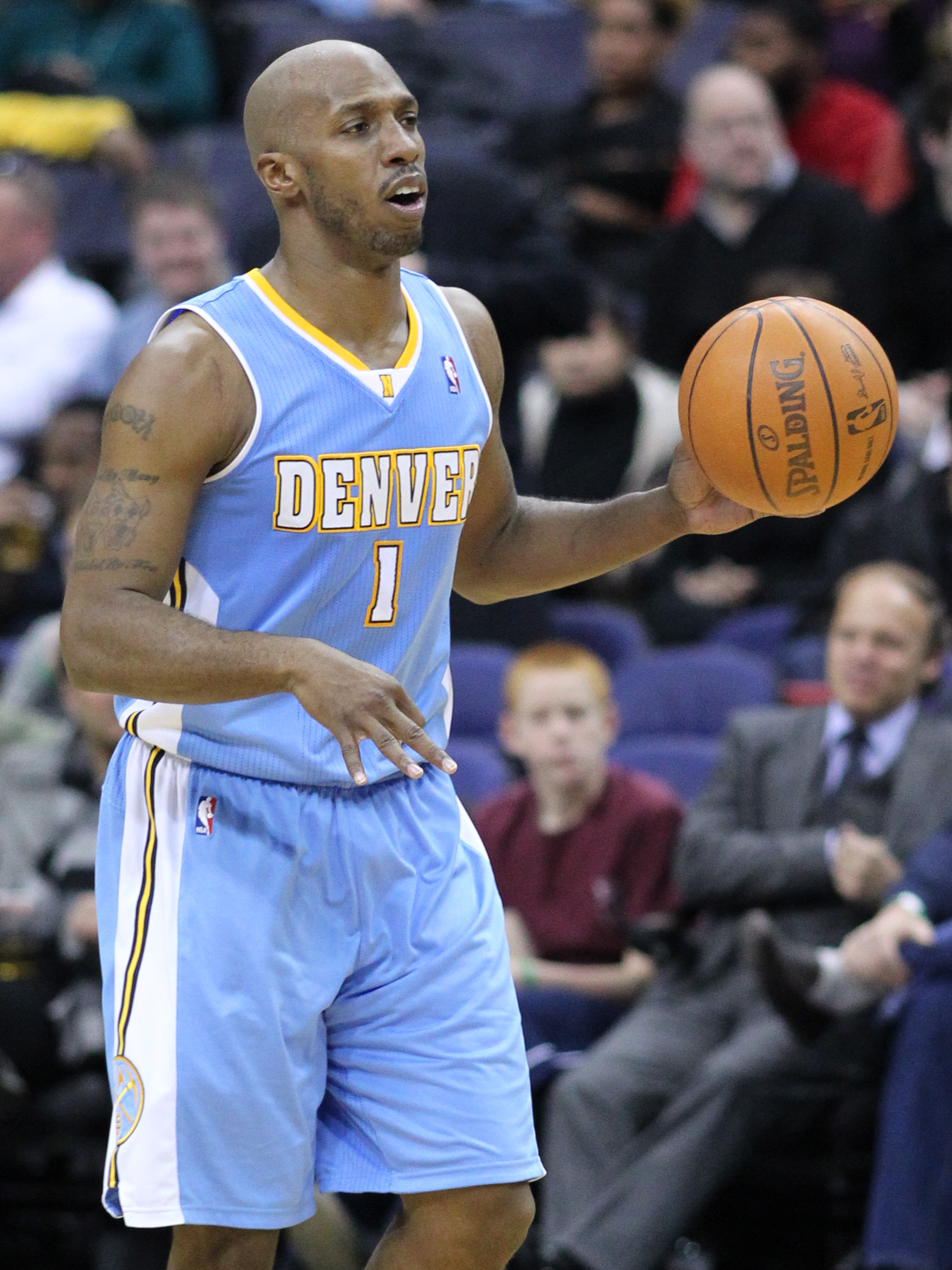
Chauncey Billups voor de Denver Nuggets

Op 16 juli 2008, aan het einde van het 2007/08 NBA seizoen, ruilden de Nuggets voormalig NBA Verdediger van het Jaar Marcus Camby met de Los Angeles Clippers voor een tweede ronde draft pick (die vervolgens werd geruild aan de New York Knicks voor Renaldo Balkman).
Op 3 november 2008 werd guard Allen Iverson geruild aan de Detroit Pistons voor Chauncey Billups, Antonio McDyess, en Cheikh Samb (een deel van de trade exception uit de Marcus Camby trade werd gebruikt om de deal door te laten gaan). McDyess werd echter ontslagen op 10 november 2008, en hij keerde kort daarna terug naar Detroit.
Carmelo Anthony met een gemiddelde van 22,8 punten per wedstrijd en Billups met een gemiddelde van 6,4 assists in het NBA seizoen 2008/09 bereikten de Nuggets een groot aantal mijlpalen voor de franchise. Hun 54-28 record was gelijk aan de meeste overwinningen die de Nuggets hadden behaald sinds hun introductie in de NBA; hun 27-14 start was ook een record voor aantal overwinningen in de eerste helft van een seizoen. Dit was ook de eerste keer in de geschiedenis van de ploeg dat ze twee seizoenen op rij een 50-win seizoen hadden. Ze leidden een groot deel van het seizoen in de Northwest divisie, wonnen uiteindelijk de divisie en plaatsten zich op  als tweede in de Western Conference. General Manager Mark Warkentien won de NBA Executive of the Year Award voor de verbetering van de Nuggets. Ze wonnen wedstrijd 1 van de playoffs in een blowout-overwinning tegen de New Orleans Hornets, de eerste keer dat ze thuisvoordeel hadden sinds 1988 en ook was de 29-punten overwinning de grootste overwinning voor een ploeg in wedstrijd 1 van de eerste ronde van de 2009 NBA Playoffs. Chauncey Billups vestigde een Nuggets franchise record met de meeste driepunters in een playoff wedstrijd met 8, en zijn 19 driepunters in totaal is ook een Nuggets record voor driepunters gemaakt in een playoff serie. Ze gingen verder om de Hornets te verslaan in 5, met inbegrip van een 58-punten overwinning in wedstrijd 4, die de meest eenzijdige overwinning in NBA playoff geschiedenis geëvenaard. Ze versloegen daarna de als 6de geplaatste Dallas Mavericks met 4 wedstrijden tegen 1 in de Conference Semifinals om hun eerste trip naar de Western Conference Finals te maken sinds 1985. Dat was ook de eerste keer dat de Nuggets ooit met 3-0 voor stonden in een best-of-seven serie. Tot op dat moment hadden ze een NBA Playoffs-high in driepunters gemaakt en een gemiddelde winstmarge van 16 punten, de grootste gemiddelde winstmarge in de eerste 10 playoff-wedstrijden in de NBA Playoff-geschiedenis. Ze verloren de eerste wedstrijd van de Western Conference Finals tegen de Los Angeles Lakers maar wonnen de tweede wedstrijd om de series gelijk te trekken. Anthony werd de eerste Denver speler die minstens 30 punten scoorde in vijf opeenvolgende playoff-wedstrijden sinds de Nuggets in 1976 lid werden van de NBA. Ze verloren de serie met 4-2, waarmee Denver's langste playoff run in de geschiedenis van het team eindigde.
In de 2009 NBA draft, verhandelden de Nuggets een eerste ronde draft pick verworven van de Charlotte Bobcats aan de Minnesota Timberwolves voor de rechten op rookie Ty Lawson, die 18e overall werd gedraft. Op 13 juli 2009 ruilden de Nuggets een tweede ronde draft pick met de Detroit Pistons voor Arron Afflalo (een deel van de trade exception van de Iverson trade werd gebruikt om de deal door te laten gaan) en Walter Sharpe. Afflalo verving startende guard Dahntay Jones, die tekende bij de Indiana Pacers. Echter, op 10 augustus verloren de Nuggets forward Linas Kleiza, die tekende bij Olympiacos Piraeus van de Griekse Liga.
In het seizoen 2009/10 zorgde Anthony voor een gemiddelde van 28,2 punten per wedstrijd en Billups voor een record van 19,6 punten per wedstrijd. In de eerste twee wedstrijden van het seizoen scoorde Anthony 71 punten, 30 punten in de thuisopener en 41 de volgende avond, in overwinningen tegen respectievelijk divisie rivalen Utah Jazz en Portland Trail Blazers. Anthony werd een van de twee spelers in de geschiedenis van de Nuggets die met meer dan 70 punten opende in twee wedstrijden (Alex English deed dit ook). Het was ook pas de tweede keer sinds 1987 dat de Nuggets het seizoen met 2-0 begonnen. Later werden ze 3-0, 4-0, en 5-0 voor de eerste keer sinds 1985 na het verslaan van respectievelijk de Memphis Grizzlies, Indiana Pacers, en New Jersey Nets. Ondanks blessures waardoor alle drie de captains - Carmelo Anthony, Chauncey Billups, en Kenyon Martin - in totaal 46 wedstrijden misten, en dan later in de tweede helft van het seizoen de afwezigheid van hoofdcoach George Karl, die een behandeling onderging voor nek- en keelkanker, waren de Nuggets toch nog in staat 53 wedstrijden te winnen (derde opeenvolgende seizoen met 50 overwinningen) voor het seizoen dat hen een tweede opeenvolgende Noordwest divisie titel opleverde en eindigde als de vierde plaats in de West Conference. Ze werden echter met 4-2 uitgeschakeld door de Utah Jazz, hun zesde uitschakeling in de eerste ronde in 7 seizoenen. Anthony scoorde een record van 30,7 punten per wedstrijd in de play-offs.
Op 14 juli 2010 versterkten de Nuggets hun frontcourt door Al Harrington te contracteren. Tijdens het 2010 off-season verving Masai Ujiri Mark Warkentien als General Manager, terwijl Josh Kroenke werd benoemd tot team president.
Stan Kroenke kocht volledig eigendom in de toenmalige St. Louis Rams van de NFL in 2010. Aangezien de NFL niet toestaat dat haar eigenaars meerderheidsaandeelhouder zijn van major-league teams in andere NFL-steden, droeg Kroenke eind 2010 de dagelijkse controle over de Nuggets en Avalanche over aan Josh Kroenke, en droeg hij zijn meerderheidsbelang in beide teams in 2015 over aan zijn vrouw.

### Vertrek Carmelo Anthony (2011-2015)

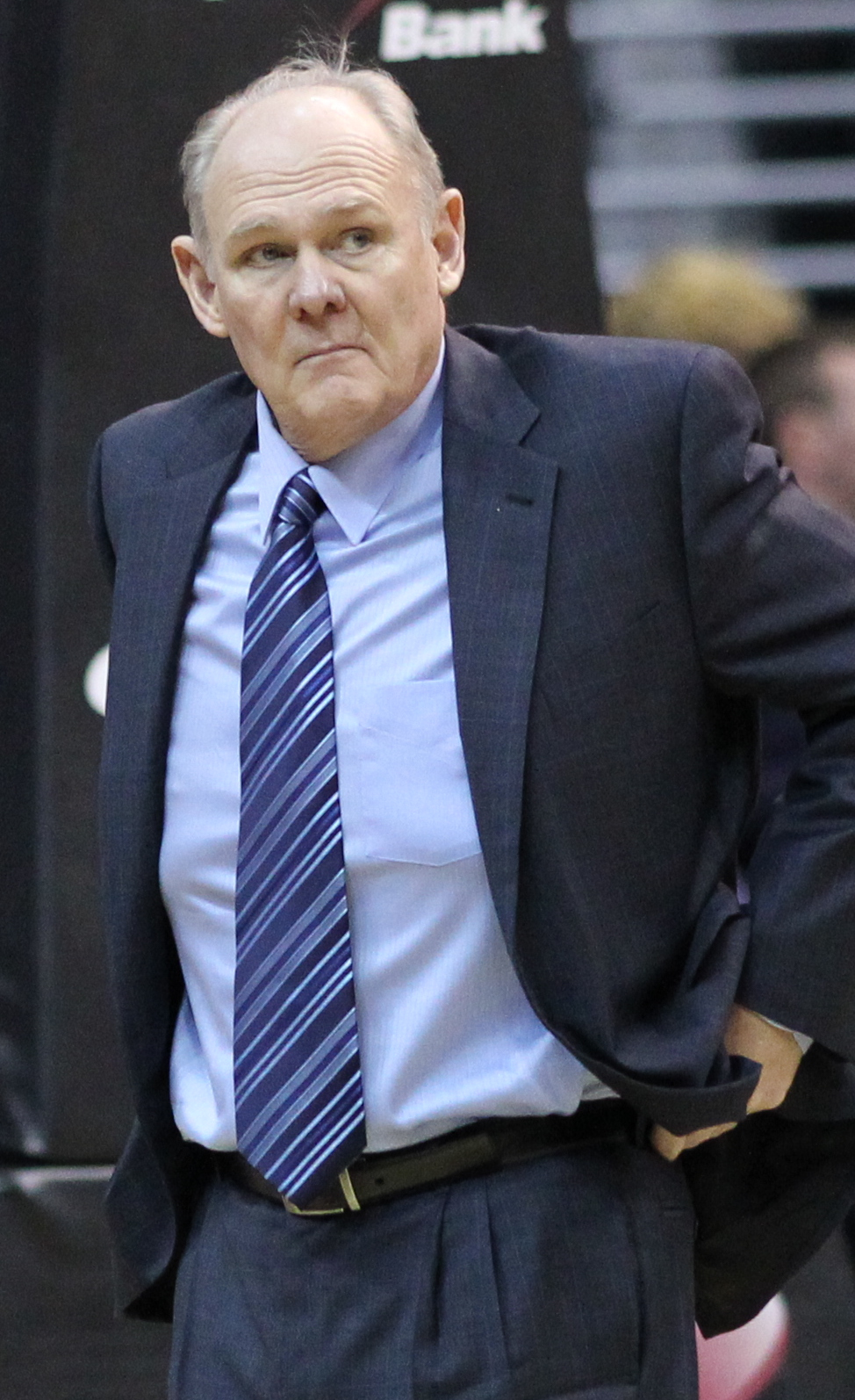
George Karl

Op 22 februari 2011, na maanden van speculatie dat hij de Nuggets wilde verlaten, werd Carmelo Anthony samen met Chauncey Billups, Anthony Carter, Shelden Williams en Renaldo Balkman geruild naar de New York Knicks in een deal waarbij ook de Minnesota Timberwolves betrokken waren en waarin de Nuggets Wilson Chandler, Raymond Felton, Danilo Gallinari, Timofey Mozgov en Kosta Koufos ontvingen. Op de dag dat de trade werd gedaan, bleven de Nuggets met 9 spelers over om tegen de Memphis Grizzlies te spelen. De Nuggets wonnen met 120-107, waarbij ze met maar liefst 27 punten voor stonden. In de slotminuten van de wedstrijd weerklonk in de arena het gezang: "Wie heeft Melo nodig?" George Karl zei na de wedstrijd: "Onze jongens, wanneer ze worden geconfronteerd met een moeilijke situatie, spelen meestal op een hoog niveau. We reageren altijd heel positief op moeilijke situaties." Echter, de ruil leek hen alleen maar beter te maken. Na de ruil, haalden de Nuggets gemiddeld 24,1 assists, door hun nieuw gevormde teamwork. De verdediging van de Nuggets verbeterde ook, van 105,2 punten per wedstrijd voor de ruil naar 97,1 punten per wedstrijd voor de rest van het seizoen. Ondanks de franchise-veranderende handel die achttien verschillende startende line-ups zag gedurende het hele seizoen, eindigde Denver met 50 overwinningen (het vierde opeenvolgende seizoen met 50 overwinningen voor de eerste keer in de geschiedenis van de Nuggets), waarmee de 5e plaats in de Western Conference werd bereikt. Ze ontmoetten de Oklahoma City Thunder in de eerste ronde van de play-offs en verloren met vier wedstrijden tegen één.
Het eerste volledige seizoen van de post-Melo Nuggets zag de gestage opmars van Danilo Gallinari, die gemiddeld 17 punten, 5,2 rebounds en 2,6 assists had in de eerste 25 wedstrijden van het seizoen, wat resulteerde in de beste start van de Nuggets in de eerste 20 wedstrijden. Maar Gallinari werd van zijn beste seizoen beroofd door blessures aan zijn enkel, duim en pols. Op 15 maart 2012 besloten de Nuggets hun team jonger te maken door Nenê, die de voorgaande 9 seizoenen voor Denver had gespeeld, te ruilen voor JaVale McGee. In zijn eerste wedstrijd als Nugget maakte McGee een putback dunk na een misser van Arron Afflalo, wat de game-winning basket bleek te zijn in Denver's 116-115 overwinning op de Detroit Pistons. In twee van de laatste wedstrijden van het seizoen van de Nuggets kreeg McGee eindelijk nationale aandacht toen hij 16 punten en 15 rebound liet optekenen, en 21 punten en 14 rebound in Denver's playoff serie tegen de Los Angeles Lakers. Deze prestaties hielpen de Nuggets terug te komen van een 2-0 en een 3-1 achterstand in de series, maar de Nuggets verloren uiteindelijk in wedstrijd 7, met 87-96.
Op 10 augustus 2012 was Denver betrokken bij een vier-team ruil waarbij ze All-Star Andre Iguodala ontvingen en Arron Afflalo en Al Harrington naar de Orlando Magic stuurden. Deze zelfde ruil stuurde ook Dwight Howard naar de Los Angeles Lakers. Na de ruil tweette Iguodala "Ik ben blij om bij de Denver Nuggets te komen en ik weet dat mijn beste basketbal nog voor me ligt!" Ondanks het verlies van hun eerste drie wedstrijden, eindigden de 2012/13 Nuggets met een franchise-best 57-25 record, en een 38-3 record in Pepsi Center (de Washington Wizards, Miami Heat, en Minnesota Timberwolves waren de enige 3 bezoekers die Denver op hun thuisbasis versloegen tijdens het reguliere seizoen). Denver plaatste zich ook voor de 3e plaats in de Western Conference, met een matchup in de eerste ronde met de Golden State Warriors. De Nuggets wonnen wedstrijd 1 met 97-95 op hun thuisveld na een last-second Andre Miller game-winner, maar de Warriors wonnen de volgende drie wedstrijden, waardoor de Nuggets op het randje van eliminatie kwamen. Denver won wedstrijd 5 thuis om hun seizoen in leven te houden, maar de Warriors schakelden de Nuggets uit in wedstrijd 6 en wonnen met 88-92 in Oakland. Het was Denver's negende verlies in de eerste ronde in de voorgaande 10 seizoenen, en de achtste in Karl's ambtstermijn. Hoewel Karl dat jaar de NBA Coach of the Year Award won en Denver naar de play-offs had geleid in elk jaar van zijn negen jaar als coach, was het niet genoeg om hem te behoeden voor zijn ontslag na het seizoen.
Samen met het ontslag van Karl, zag Denver een grote verandering in het bestuur met Executive van het Jaar Masai Ujiri die de positie van algemeen manager bij de Toronto Raptors aanvaardde en vice-president Pete D'Alessandro, van wie verwacht werd dat hij Ujiri zou vervangen, werd benoemd tot algemeen manager van de Sacramento Kings. Op 21 juni 2013 werd Tim Connelly aangekondigd als de nieuwe general manager. Om Karl te vervangen, huurden de Nuggets de hoofdcoach van de Indiana Pacers, voormalig NBA speler, Brian Shaw. Guard-forward Andre Iguodala werd naar de Golden State Warriors gestuurd in een sign-and-trade waarbij ze guard Randy Foye van de Utah Jazz verwierven. Ze tekenden ook center-forward JJ Hickson, die eerder bij de Portland Trail Blazers zat en guard Nate Robinson, die speelde voor de Bulls tijdens het 2012/13 seizoen. Ze verwierven ook Darrell Arthur van de Memphis Grizzlies en 55th pick Joffrey Lauvergne in ruil voor Kosta Koufos. In een zwaar seizoen 2013/14, waarin een groot aantal blessures van belangrijke spelers een groot deel van het seizoen ontbraken, eindigden de Nuggets met 36 overwinningen, hun slechtste in 11 jaar, en misten de playoffs.
In het offseason van 2014 haalden de Nuggets Arron Afflalo terug, waar ze Evan Fournier voor hadden geruild. Denver verhandelde ook hun eerste pick (#11) sinds 2003 aan Chicago om twee latere eerste ronde draft picks te verwerven, die werden gebruikt om Jusuf Nurkić en Gary Harris te kiezen. Op 3 maart 2015 kondigde general manager Tim Connelly aan dat de Nuggets hoofdcoach Brian Shaw ontsloegen en Melvin Hunt tot interim-hoofdcoach benoemden.

### Het Nikola Jokić-tijdperk (2015-heden)

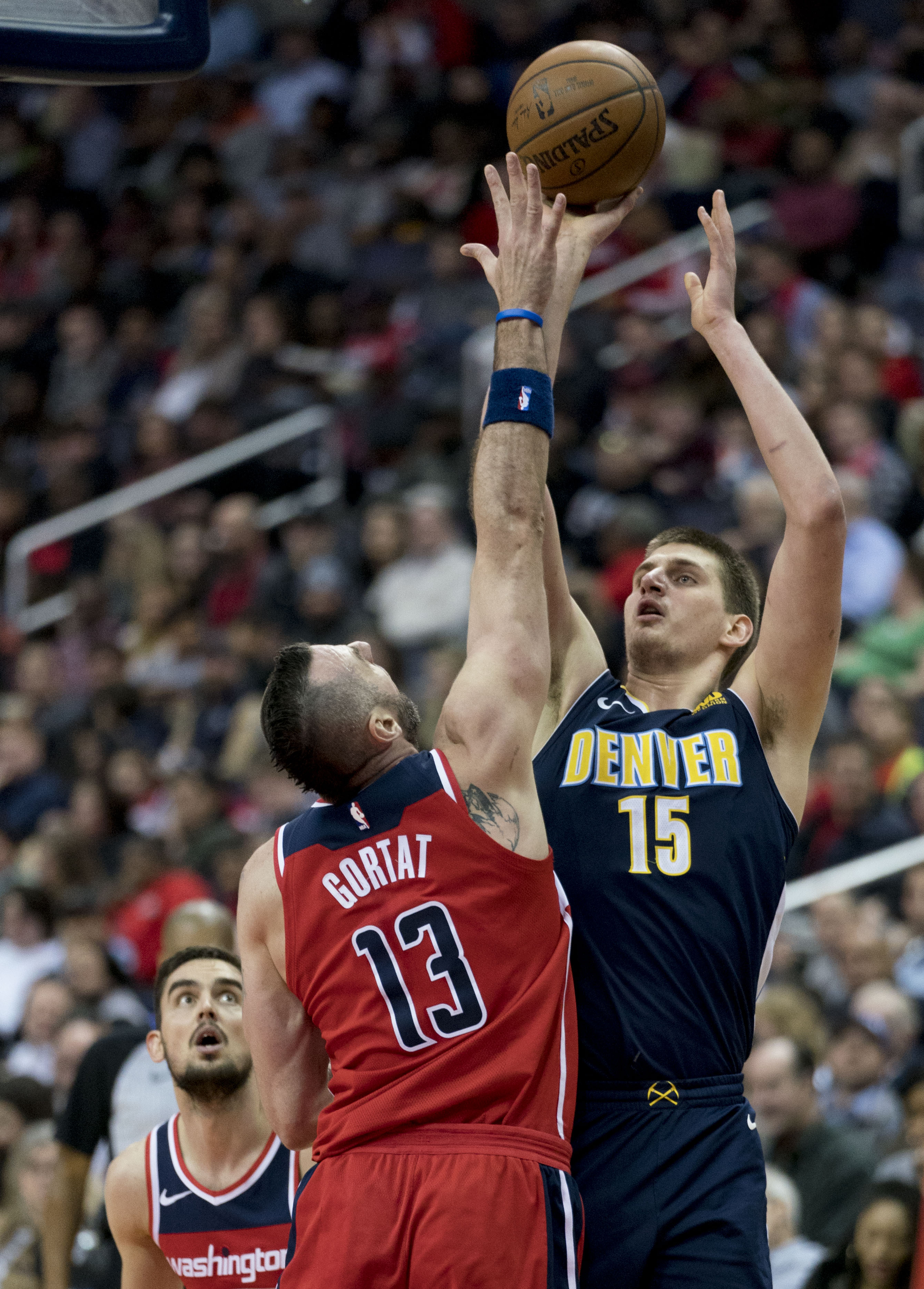
Jokic in duel met Gortat

Op 15 juni 2015, aan het einde van het 2014/15 seizoen, werd Michael Malone benoemd als de nieuwe hoofdcoach van de Denver Nuggets. De 2015 NBA draft ingaand met hun beste draft pick (#7) sinds 2003, kozen de Nuggets Emmanuel Mudiay die algemeen werd beschouwd als de top point guard van de draft, wat leidde tot speculaties dat de huidige startende point guard, Ty Lawson, zou worden verhandeld. Op 14 juli 2015 werd Lawson gearresteerd in Los Angeles op verdenking van rijden onder invloed, zijn tweede keer in zes maanden. De Nuggets verhandelden Lawson een week later aan de Houston Rockets samen met een tweede ronde draft pick voor Joey Dorsey, Nick Johnson, Kostas Papanikolaou, Pablo Prigioni (die allemaal werden weggestuurd), en een eerste ronde pick die werd gebruikt om Juan Hernangómez te draften.
Onder leiding van Michael Malone begonnen de Denver Nuggets lichtjes te verbeteren terwijl ze vooral vertrouwden op de jeugd waaronder Emmanuel Mudiay, Nikola Jokić, Gary Harris en later ook op de herstelde Jusuf Nurkić. Op 27 januari 2016 werd aangekondigd dat zowel Mudiay als Jokić zouden deelnemen aan BBVA Compass Rising Stars Challenge tijdens NBA All-Star 2016. Op 18 februari maakten de Denver Nuggets bekend dat ze besloten hadden om veteraan shooting guard Randy Foye te ruilen aan Oklahoma City Thunder in ruil voor D. J. Augustin, Steve Novak en twee 2de ronde draft picks. Een dag later werden JJ Hickson en de nieuw verworven Novak afgezwaaid.
In de loop van de 2016 NBA draft, voegden de Denver Nuggets de Kentucky guard Jamal Murray toe, evenals Juan Hernangómez, Malik Beasley, en Petr Cornelie. Ondertussen werd hun 56e pick verhandeld aan de Oklahoma City Thunder. Op 13 februari 2017 werd Nurkić verhandeld, samen met de rechten op de eerste-ronde draft pick 2017 van de Memphis Grizzlies, aan de Portland Trail Blazers in ruil voor Mason Plumlee, een 2018 tweede-ronde pick en een contant bedrag. Dankzij de voortdurende verbeteringen van Nikola Jokić, zouden de Nuggets aanzienlijke verbeteringen aanbrengen in hun team, hoewel ze slechts één wedstrijd verwijderd bleven van het bereiken van de 2017 NBA play-offs, eindigend op de 9e plaats in de Western Conference.
Op 15 juni 2017 promoveerden de Nuggets officieel zowel Artūras Karnišovas als Tim Connelly tot respectievelijk de nieuwe general manager en president of basketball operations van het team. In de 2017 NBA draft selecteerden de Denver Nuggets Tyler Lydon, Vlatko Čančar, en Monté Morris, met respectievelijk de 24e, 49e, en 51e picks. Op 2 december 2017 zouden de Nuggets Fat Lever's nummer met pensioen sturen tijdens hun 115-100 overwinning op de Los Angeles Lakers. Ze  misten de play-offs van 2018, de vijfde gemiste play-offs op rij, na het verlies van de Minnesota Timberwolves in een win-or-go-home situatie in de reguliere seizoensfinale, waardoor ook een einde kwam aan de 14-jarige play-off-droogte van de Timberwolves. De Nuggets eindigden als 9e, één game achter de als 8e geplaatste Timberwolves.
In de 2018 NBA draft, draftten de Nuggets Michael Porter Jr. en Jarred Vanderbilt. Op 31 januari 2019 ontving Jokić zijn eerste All-Star-selectie als een Western Conference-reserve voor de 2019 NBA All-Star Game, en werd daarmee de eerste All-Star van de Nuggets sinds Carmelo Anthony in 2011. De Nuggets eindigden het seizoen 2018/19 met 54 overwinningen als eerste in hun divisie en tweede in de Western Conference, en haalden voor het eerst sinds 2012/13 de play-offs. In de eerste ronde speelden de Nuggets tegen de San Antonio Spurs, waarvan ze in zeven wedstrijden wonnen. De Nuggets werden in de tweede ronde in 7 wedstrijden uitgeschakeld door de Portland Trail Blazers. Wedstrijd drie van de tweede ronde had vier overtimes, waarmee een wedstrijd uit 1953 werd geëvenaard voor de langste NBA playoff game.
Na de schorsing van het 2019/20 NBA-seizoen als gevolg van Corona waren de Nuggets een van de 22 teams die werden uitgenodigd voor de NBA Bubble om deel te nemen aan de laatste 8 wedstrijden van het reguliere seizoen. Onder leiding van Jokic en Murray was de ploeg de eerste in de NBA-play-offgeschiedenis die twee keer achter elkaar van een 3-1 achterstand terugkwam. In de eerste ronde versloegen ze Utah Jazz in 7 wedstrijden. De Nuggets herhaalden dezelfde prestatie tegen Paul George en Kawhi Leonard van de Los Angeles Clippers in de tweede ronde, en werden zo het enige team in de NBA-geschiedenis dat meerdere 3-1 achterstanden in een enkele play-off run wist te overwinnen. In de finale van de Western Conference probeerden de Nuggets terug te komen van een 3-1 achterstand tegen de Los Angeles Lakers  maar ze moesten uiteindelijk de duimen leggen met een 4-1 score.
Denver Nuggets werd in 2022/23 voor het eerst in de clubhistorie NBA-kampioen. Een uitblinkende Jokić eindigde samen met zijn teamgenoten de reguliere competitie op de eerste plaats, waarmee Denver als een van de favorieten de play-offs inging. Na zeges op Minnesota Timberwolves, Phoenix Suns en LA Lakers trof het de verrassende finalist uit het oosten, Miami Heat. Jokić was ook tijdens de finaleserie Denvers rots in de branding en vormde samen met Jamal Murray en iedere wedstrijd steeds andere excellerende ploeggenoten een team dat met 4–1 te sterk was voor Miami.

## Erelijst
- NBA Champions  (1x): 2023
- Western Conference Champions  (1x): 2023
- Northwest Division Champions  (12x) 
  - ABA: 1970, 1975
  - NBA: 1977, 1978, 1985, 1988, 2006, 2009, 2010, 2019, 2020, 2023

## Spelerskern 2025/26
| Denver Nuggets-teamleden | Denver Nuggets-teamleden | Denver Nuggets-teamleden  | Denver Nuggets-teamleden | Denver Nuggets-teamleden |
| ------------------------ | ------------------------ | ------------------------- | ------------------------ | ------------------------ |
| Coach                    | Michael Malone           | Michael Malone            | Michael Malone           | Michael Malone           |
| Positie                  | Rugnummer                | Nationaliteit             | Naam                     |                          |
| G                        | 0                        | Vlag van Verenigde Staten | Christian Braun          |                          |
| G/F                      | 3                        | /                         | Julian Strawther         |                          |
| G                        | 4                        | Vlag van Verenigde Staten | Russell Westbrook        |                          |
| F                        | 5                        | Vlag van Verenigde Staten | Hunter Tyson             |                          |
| C                        | 6                        | Vlag van Verenigde Staten | DeAndre Jordan           |                          |
| G-F                      | 8                        | Vlag van Verenigde Staten | Peyton Watson            |                          |
| G-F                      | 10                       | Vlag van Verenigde Staten | Tim Hardaway Jr.         |                          |
| G-F                      | 11                       | Vlag van Verenigde Staten | Bruce Brown              |                          |
| F                        | 14                       | Vlag van Verenigde Staten | DaRon Holmes II          |                          |
| C                        | 15                       | Vlag van Servië           | Nikola Jokić             |                          |
| C                        | 17                       | Vlag van Litouwen         | Jonas Valančiūnas        |                          |
| F                        | 21                       | Vlag van Verenigde Staten | Spencer Jones            |                          |
| C-F                      | 22                       | Vlag van Verenigde Staten | Zeke Nnaji               |                          |
| G                        | 23                       | Vlag van Verenigde Staten | Cameron Johnson          |                          |
| G                        | 24                       | Vlag van Verenigde Staten | Jalen Pickett            |                          |
| G                        | 27                       | Vlag van Canada           | Jamal Murray             |                          |
| F                        | 32                       | Vlag van Verenigde Staten | Aaron Gordon             |                          |

## Individuele statistieken
Vet: nog actief bij de Denver Nuggets
Italic: nog actief, maar bij een andere club

### Gescoorde punten (regulier seizoen)
bijgewerkt tot en met seizoen 2024/25
1. Alex English (21.645)
2. Dan Issel (16.589)
3. Nikola Jokić (16.210)
4. Carmelo Anthony (13.970)
5. David Thompson (11.992)
6. Ralph Simpson (10.130)
7. Jamal Murray (9.623)
8. Byron Beck (8.603)
9. Fat Lever (8.081)
10. Mahmoud Abdul-Rauf (7.029)
11. Nenê (6.868)
12. Kiki Vandeweghe (6.829)
13. Will Barton (6.695)
14. Antonio McDyess (6.555)
15. Dave Robisch (6.181)
16. Reggie Williams (5.934)
17. Ty Lawson (5.923)
18. Larry Jones (5.745)
19. Michael Porter Jr. (5.597)
20. Michael Adams (5.534)
21. Andre Miller (5.354)
22. LaPhonso Ellis (5.201)
23. J.R. Smith (5.084)
24. Dikembe Mutombo (5.054)
25. Kenneth Faried (5.046)

### Andere statistieken (regulier seizoen)
bijgewerkt tot en met het seizoen 2024/25
| Meest gespeelde minuten | Meest gespeelde minuten |
| Speler                  | Minuten                 |
| ----------------------- | ----------------------- |
| Alex English            | 29.893                  |
| Dan Issel               | 25.198                  |
| Nikola Jokić            | 23.649                  |
| Carmelo Anthony         | 20.521                  |
| Byron Beck              | 19.197                  |
| T.R. Dunn               | 18.322                  |
| David Thompson          | 16.902                  |
| Fat Lever               | 16.867                  |
| Jamal Murray            | 16.796                  |
| Nene Hilario            | 16.445                  |

| Meeste rebounds | Meeste rebounds |
| Speler          | Rebounds        |
| --------------- | --------------- |
| Nikola Jokić    | 8.141           |
| Dan Issel       | 6.630           |
| Byron Beck      | 5.261           |
| Dikembe Mutombo | 4.811           |
| Alex English    | 4.686           |
| Julius Keye     | 4.547           |
| Marcus Camby    | 4.117           |
| Nene Hilario    | 3.859           |
| Kenneth Faried  | 3.634           |
| Fat Lever       | 3.621           |

| Meeste assists | Meeste assists |
| Speler         | Assists        |
| -------------- | -------------- |
| Nikola Jokić   | 5.383          |
| Alex English   | 3.679          |
| Fat Lever      | 3.566          |
| Andre Miller   | 2.978          |
| Ty Lawson      | 2.745          |
| Jamal Murray   | 2.509          |
| Michael Adams  | 2.181          |
| Nick Van Exel  | 2.047          |
| Dan Issel      | 2.005          |
| Ralph Simpson  | 1.950          |

| Meeste steals   | Meeste steals |
| Speler          | Steals        |
| --------------- | ------------- |
| Fat Lever       | 1.167         |
| T.R. Dunn       | 1.070         |
| Nikola Jokić    | 949           |
| Alex English    | 854           |
| Dan Issel       | 798           |
| Nene Hilario    | 694           |
| Bobby Jones     | 660           |
| Carmelo Anthony | 634           |
| Reggie Williams | 632           |
| Michael Adams   | 602           |

| Meeste blocks   | Meeste blocks |
| Speler          | Blocks        |
| --------------- | ------------- |
| Dikembe Mutombo | 1,486         |
| Marcus Camby    | 1,126         |
| Wayne Cooper    | 830           |
| Bobby Jones     | 625           |
| Alex English    | 624           |
| Chris Andersen  | 624           |
| Antonio McDyess | 604           |
| Raef LaFrentz   | 556           |
| Nikola Jokić    | 536           |
| Nene Hilario    | 508           |

| Meeste driepunters | Meeste driepunters |
| Speler             | Driepunters        |
| ------------------ | ------------------ |
| Jamal Murray       | 1.146              |
| Michael Porter Jr. | 843                |
| Nikola Jokić       | 814                |
| Will Barton        | 804                |
| J.R. Smith         | 768                |
| Michael Adams      | 630                |
| Gary Harris        | 565                |
| Wilson Chandler    | 540                |
| Danilo Gallinari   | 535                |
| Chauncey Billups   | 514                |

## Teruggetrokken nummers
| Denver Nuggets retired nummers | Denver Nuggets retired nummers | Denver Nuggets retired nummers | Denver Nuggets retired nummers | Denver Nuggets retired nummers |
| Nr                             | Speler                         | Positie                        | Periode bij de Denver Nuggets  | Datum van 'terugtrekking'      |
| ------------------------------ | ------------------------------ | ------------------------------ | ------------------------------ | ------------------------------ |
| 2                              | Alex English                   | F                              | 1980–1990                      | 2 maart 1993                   |
| 12                             | Fat Lever                      | G                              | 1984–1990                      | 2 december 2017                |
| 33                             | David Thompson                 | F/G                            | 1975–1982                      | 7 november 1992                |
| 40                             | Byron Beck                     | F/C                            | 1967–1977                      | 16 december 1977               |
| 44                             | Dan Issel                      | C/F                            | 1976–1985                      | 5 april 1985                   |
| 55                             | Dikembe Mutombo                | C                              | 1991–1996                      | 29 oktober 2016                |
| 432                            | Doug Moe                       | Hoofdcoach                     | 1980–1990                      | 7 november 2002                |

*Nummer 6 van Bill Russell is in de gehele NBA in 2022 teruggetrokken.